# Francesco II Gonzaga-Novellara
Francesco II Gonzaga (16 gennaio 1519 – Mantova, 10 maggio 1577) è stato un nobile italiano, conte di Novellara.

## Biografia
Era il figlio primogenito di Alessandro I Gonzaga, conte di Novellara e di Costanza da Correggio.
Francesco intraprese la carriera delle armi.
Nel 1533 ottenne l'investitura della Contea di Novellara, unitamente ai fratelli Camillo I e Alfonso.
Nel 1535 seguì l'imperatore Carlo V nell'impresa di Tunisi e l'anno seguente in Provenza.
Suscitò molto scalpore per l'epoca il matrimonio di Francesco con Olimpia di Manfredo Da Correggio (?-1551), conte di Correggio. La giovane, della quale si invaghì, era monaca a Correggio e, sostenendo la tesi che ella fosse stata indotta troppo giovane alla vita monacale, Francesco chiese a papa Paolo III, per il tramite del vescovo di Reggio Giambattista Grossi, la sentenza di nullità. L'annullamento dell'ordinazione monacale giunse il 10 ottobre 1549 e Francesco sposò Olimpia nonostante l'opposizione della madre e di tutti i parenti. Nel 1551 la moglie morì di parto.
Francesco II Gonzaga morì a Mantova nel 1577.

## Discendenza
Francesco e Olimpia ebbero un figlio:
- Alessandro (maggio 1551-1558)[3]

Ebbe anche un figlio naturale avuto da Elena Boccali di Mantova:
- Claudio (1548-1588)

## Ascendenza
|                          |                         |                          | Genitori       |  |  | Nonni |  |  | Bisnonni            |  |  | Trisnonni       |  |
|                          |                         |                          |                |  |  |       |  |  | Francesco I Gonzaga |  |  | Giacomo Gonzaga |  |
|                          |                         |                          |                |  |  |       |  |  | Francesco I Gonzaga |  |  | Giacomo Gonzaga |  |
|                          |                         | Ippolita Pio             |                |  |  |       |  |  | Francesco I Gonzaga |  |  |                 |  |
| Giampietro Gonzaga       |                         |                          |                |  |  |       |  |  | Francesco I Gonzaga |  |  |                 |  |
|                          |                         | Costanza Strozzi         | …              |  |  |       |  |  |                     |  |  |                 |  |
|                          |                         | Costanza Strozzi         | …              |  |  |       |  |  |                     |  |  |                 |  |
|                          |                         | Costanza Strozzi         | …              |  |  |       |  |  |                     |  |  |                 |  |
| Alessandro I Gonzaga     |                         | Costanza Strozzi         |                |  |  |       |  |  |                     |  |  |                 |  |
|                          |                         | Marsiglio Torelli        | …              |  |  |       |  |  |                     |  |  |                 |  |
|                          |                         | Marsiglio Torelli        | …              |  |  |       |  |  |                     |  |  |                 |  |
|                          |                         | Marsiglio Torelli        | …              |  |  |       |  |  |                     |  |  |                 |  |
| Caterina Torelli         |                         | Marsiglio Torelli        |                |  |  |       |  |  |                     |  |  |                 |  |
|                          |                         | Taddea Pio di Savoia     | …              |  |  |       |  |  |                     |  |  |                 |  |
|                          |                         | Taddea Pio di Savoia     | …              |  |  |       |  |  |                     |  |  |                 |  |
|                          |                         | Taddea Pio di Savoia     | …              |  |  |       |  |  |                     |  |  |                 |  |
| Francesco II Gonzaga     |                         | Taddea Pio di Savoia     |                |  |  |       |  |  |                     |  |  |                 |  |
|                          | Manfredo I da Correggio | Gherardo VI da Correggio |                |  |  |       |  |  |                     |  |  |                 |  |
|                          | Manfredo I da Correggio | Gherardo VI da Correggio |                |  |  |       |  |  |                     |  |  |                 |  |
|                          | Manfredo I da Correggio | …                        |                |  |  |       |  |  |                     |  |  |                 |  |
| Giberto VII da Correggio | Manfredo I da Correggio |                          |                |  |  |       |  |  |                     |  |  |                 |  |
|                          |                         | Agnese Pio di Savoia     | Marco I Pio    |  |  |       |  |  |                     |  |  |                 |  |
|                          |                         | Agnese Pio di Savoia     | Marco I Pio    |  |  |       |  |  |                     |  |  |                 |  |
|                          |                         | Agnese Pio di Savoia     | Taddea Roberti |  |  |       |  |  |                     |  |  |                 |  |
| Costanza da Correggio    |                         | Agnese Pio di Savoia     |                |  |  |       |  |  |                     |  |  |                 |  |
|                          |                         | Antonio Maria Pico       | …              |  |  |       |  |  |                     |  |  |                 |  |
|                          |                         | Antonio Maria Pico       | …              |  |  |       |  |  |                     |  |  |                 |  |
|                          |                         | Antonio Maria Pico       | …              |  |  |       |  |  |                     |  |  |                 |  |
| Violante Pico            |                         | Antonio Maria Pico       |                |  |  |       |  |  |                     |  |  |                 |  |
|                          |                         | Costanza Bentivoglio     | …              |  |  |       |  |  |                     |  |  |                 |  |
|                          |                         | Costanza Bentivoglio     | …              |  |  |       |  |  |                     |  |  |                 |  |
|                          |                         | Costanza Bentivoglio     | …              |  |  |       |  |  |                     |  |  |                 |  |
|                          |                         | Costanza Bentivoglio     |                |  |  |       |  |  |                     |  |  |                 |  |